# Amfilohije Radović

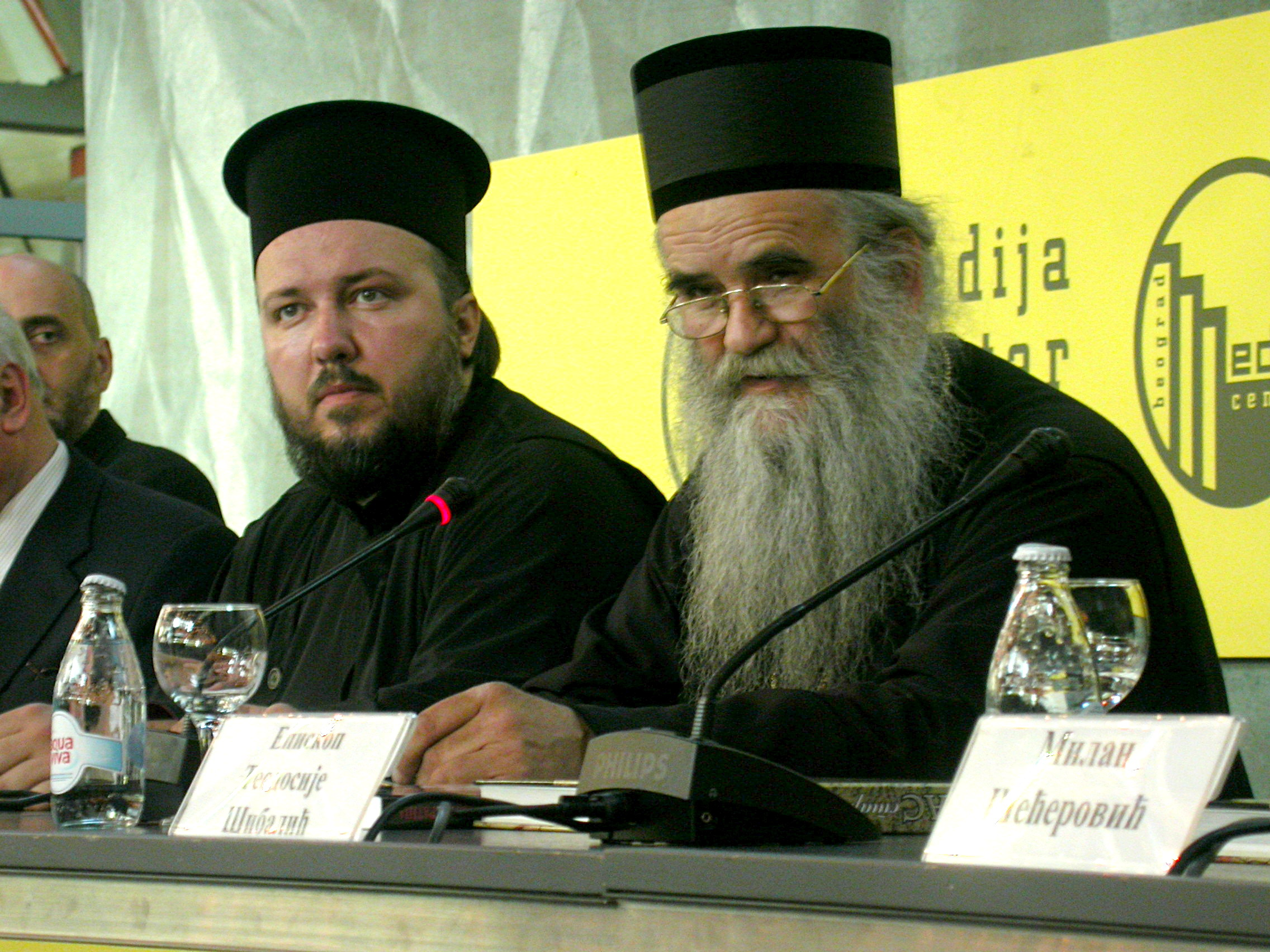
Velibor Džomić & Amfilohije Radović

Amfilohije Radović (serbi: Амфилохије Радовић)  (Bare, 7 de gener de 1938 - Podgorica, 30 d'octubre de 2020) fou Arquebisbe de Cetinje i Metropolità de Montenegro i el Litoral de l'Església Ortodoxa Sèrbia. Va ser escollit Bisbe de Banat el 1985, ocupant aquest lloc fins que el 1991 va ser elegit Arquebisbe de Cetinje. A més, el 13 de novembre de 2007, el Sant Sínode dels bisbes serbis el va elegir per assumir les funcions que el Patriarca Pavle, primat de l'Església sèrbia, no pogués realitzar a causa del seu ingrés hospitalari.